# بيتر شوميكر
بيتر جان شوميكر (بالإنجليزية: Peter Schoomaker)‏ (12 فبراير 1946) هو جنرال متقاعد من فئة الأربع نجوم في جيش الولايات المتحدة، وشغل منصب الرئيس الخامس والثلاثون لأركان جيش الولايات المتحدة من 1 أغسطس 2003 حتى 10 أبريل 2007.

## روابط خارجية
- "ON THE ARMY'S RESET STRATEGY AND PLAN FOR FUNDING RESET REQUIREMENTS" (PDF). 27 يونيو 2006. مؤرشف من الأصل (PDF) في 2020-04-08. An assessment of Army preparedness in terms of manpower, equipment, and funding. Delivered before the لجنة القوات المسلحة.
- Sally B. Donnelly and Douglas Waller (22 أبريل 2005). "Ten Questions With Peter Schoomaker, TIME talks to the Army Chief of Staff". TIME Magazine. مؤرشف من الأصل في 2013-08-25. اطلع عليه بتاريخ 2006-12-13.